# Szczaw nadmorski
Szczaw nadmorski (Rumex maritimus L.) – gatunek rośliny należący do rodziny rdestowatych. Jest szeroko rozprzestrzeniony w strefie klimatu umiarkowanego w Eurazji, prawdopodobnie brak go jednak w Azji Wschodniej, skąd błędnie jako ten gatunek podawane były blisko spokrewnione i podobne: R. persicarioides i R. fueginus. W Polsce spotykany na całym obszarze z wyjątkiem wyższych partii gór. Jako gatunek zawleczony notowany był w Ameryce Północnej. Rośnie w miejscach mulistych, podmokłych na brzegach wód, ale też w miejscach przekształconych przez człowieka.

## Rozmieszczenie geograficzne
W Europie na zachodzie sięga do Masywu Centralnego i Normandii we Francji oraz do Wysp Brytyjskich. Ma pojedyncze stanowiska na Sardynii i na wybrzeżu północnej Afryki, jednak południowa granica zwartego zasięgu kończy się na przedpolu Alp i w Kotlinie Panońskiej. Dalej na wschód, poprzez położone nad Morzem Czarnym obszary w Rumunii i Ukrainie, zasięg sięga za Ural po rzekę Ob na Syberii. Granica północna zwartego zasięgu biegnie wzdłuż brzegów Morza Północnego i Bałtyku i dalej na wschód, jednak liczne rozproszone stanowiska ma także na Półwyspie Skandynawskim i w północnej Rosji. W Azji Środkowej i Wschodniej zasięg jest porozrywany i obejmuje tereny Kazachstanu, Mongolii i Chin, jednak na terenach tych rozmieszczenie gatunku wymaga weryfikacji ze względu na częste błędy w jego oznaczaniu.
W Ameryce Północnej występuje przy północno-zachodnim krańcu kontynentu (Jukon i Alaska) oraz w północno-wschodnich Stanach Zjednoczonych (Massachusetts i Nowy Jork).
W Polsce występuje często wzdłuż wybrzeża i w pasie wyżyn, poza tym jest rozproszony. W górach zwykle sięga tylko do piętra pogórza.

## Morfologia

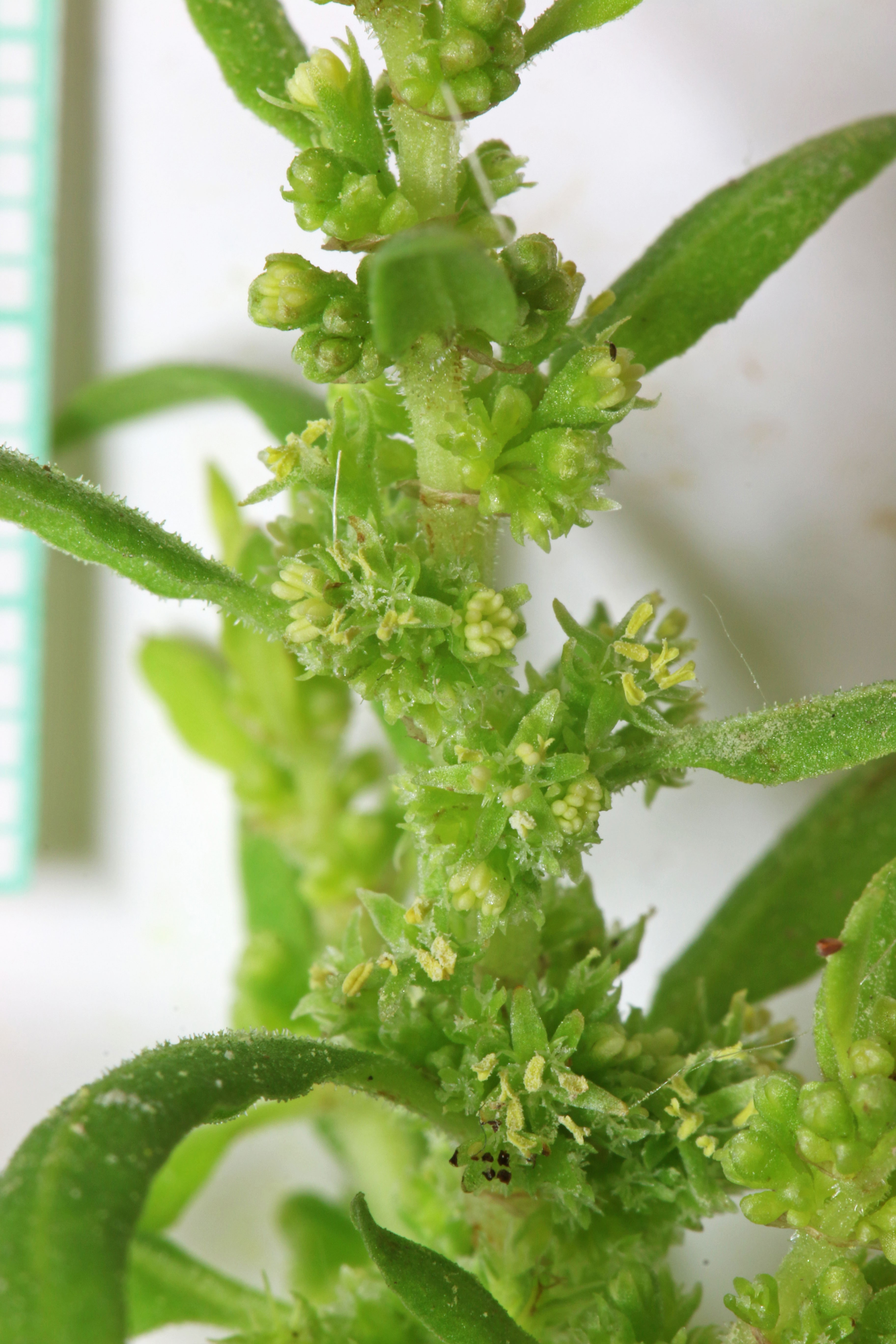
Kwiatostan
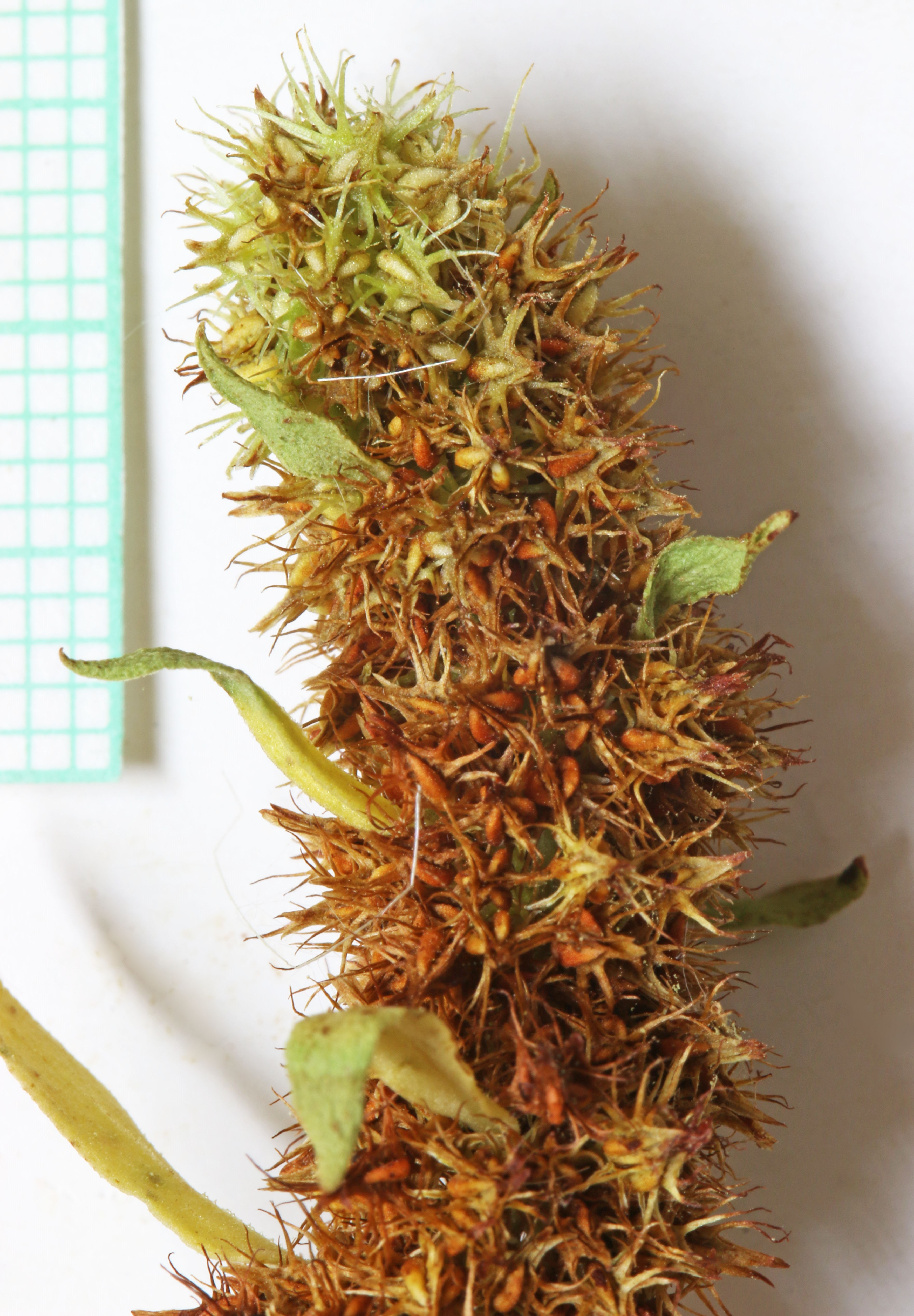
Pęd z owocami
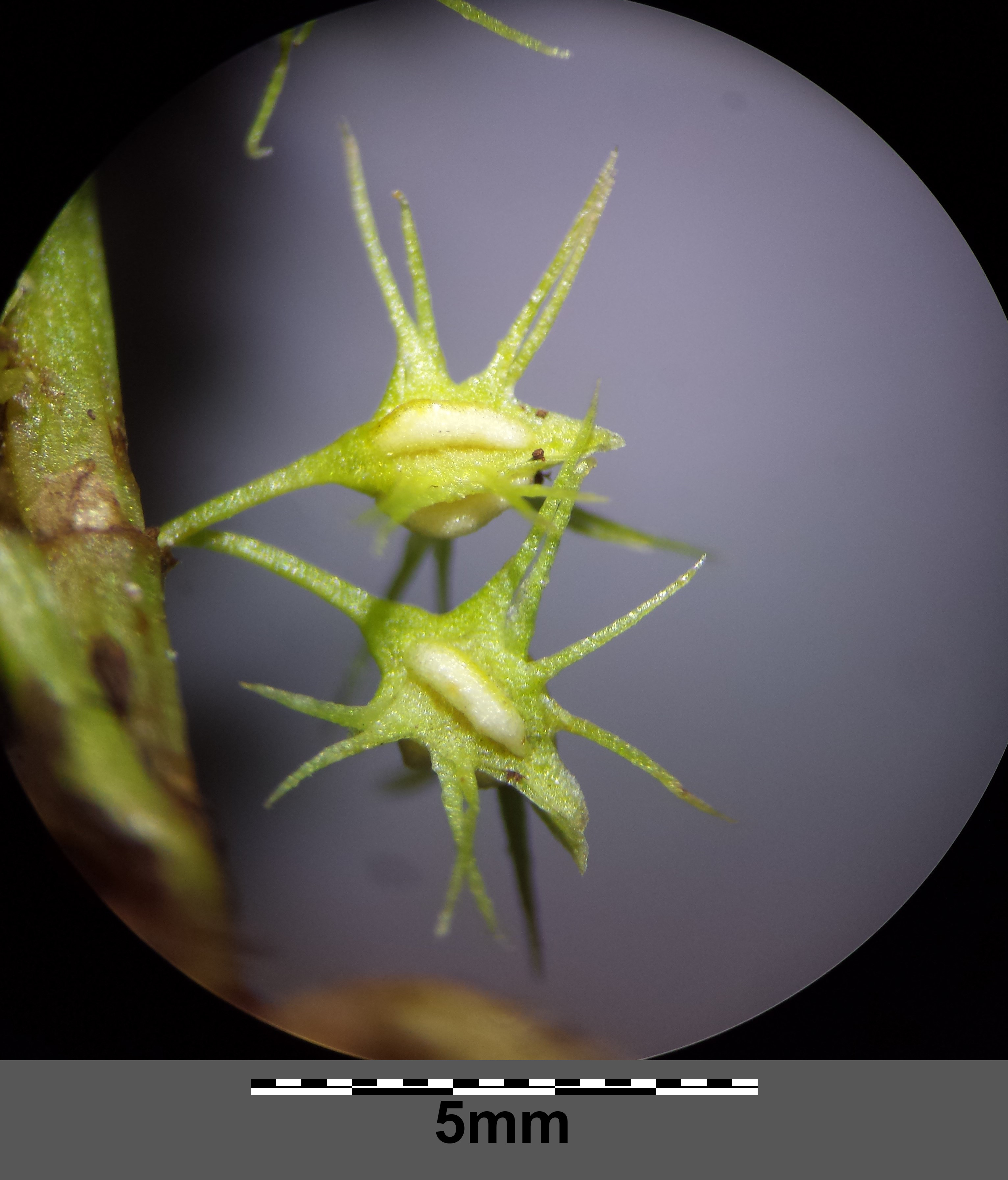
Owoce na cienkich szypułkach

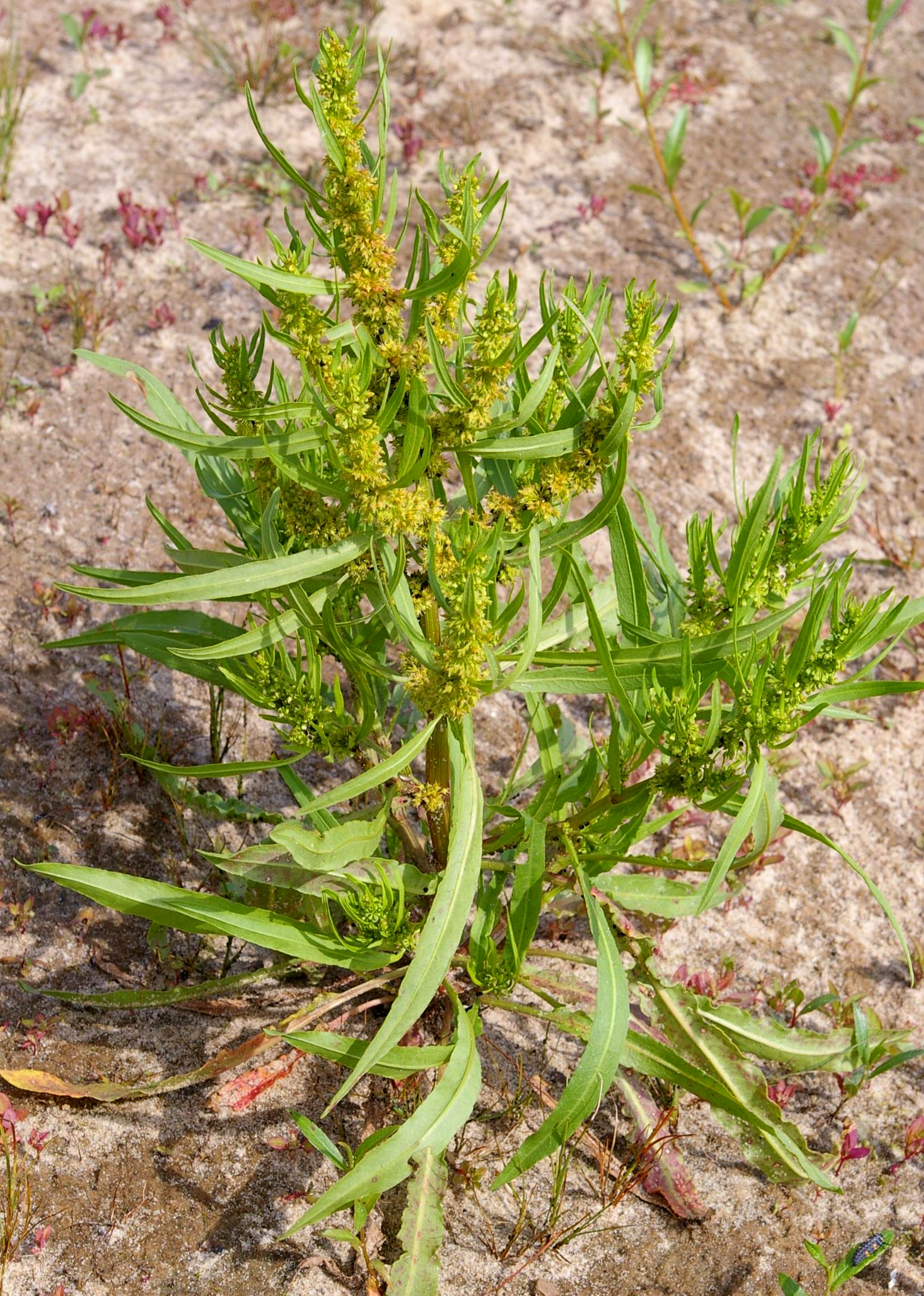
Pokrój

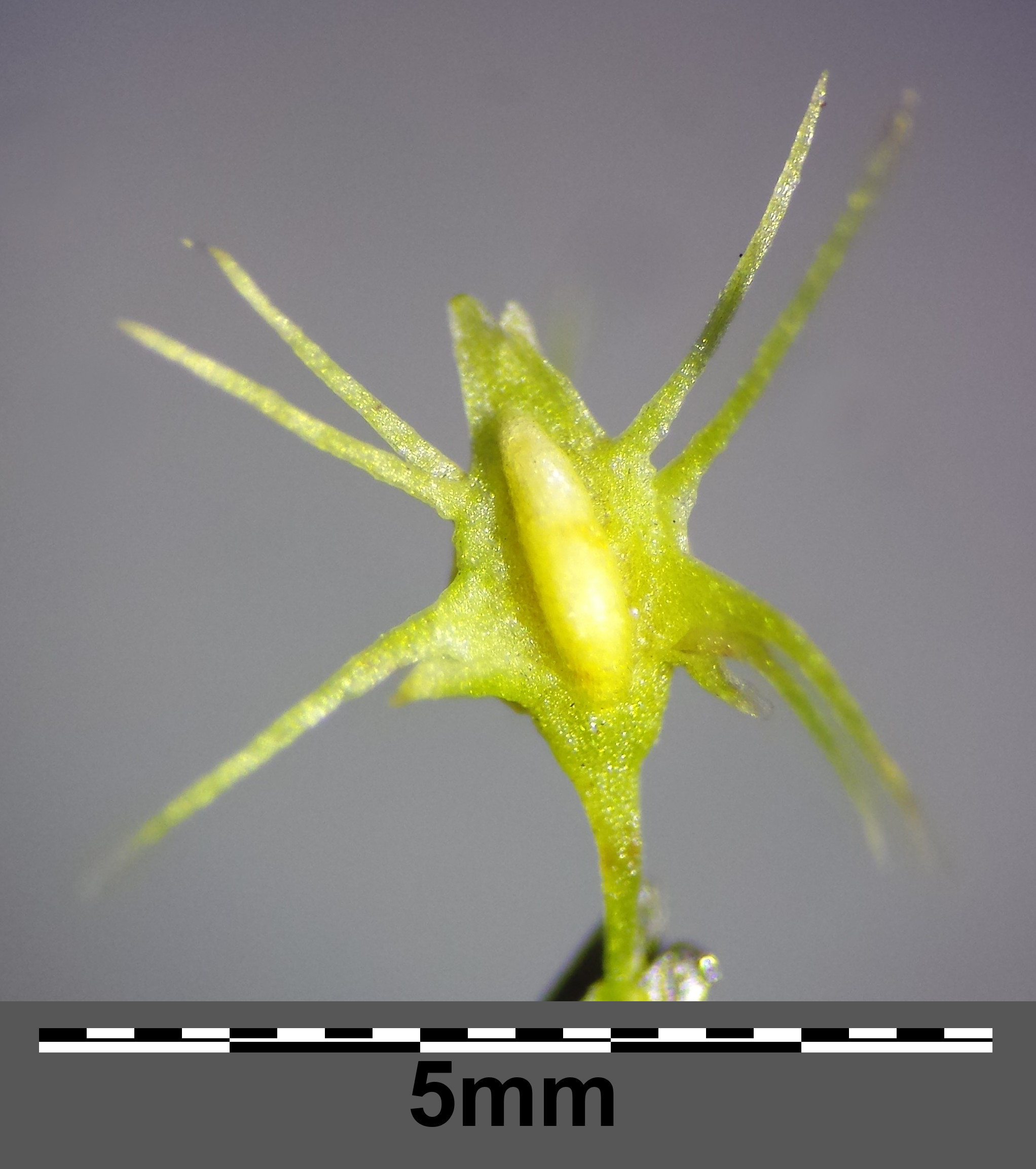
Owoc

ŁodygaWzniesiona (czasem tylko drobne rośliny na terenach zalewowych miewają pęd podnoszący się lub płożący), rozgałęziona zwykle od samego dołu, o wysokości zwykle do 50 cm, rzadko do 100 cm. Ma barwę żółtozieloną do brązowawej, rzadko jest czerwono nabiegła. Na powierzchni jest mniej lub bardziej rowkowana lub żeberkowana. Wyrasta z poziomego kłącza. Łodyga jest naga lub rzadko i krótko brodawkowata (intensywniej w obrębie kwiatostanu i na liściach).
LiścieW dolnej części pędu liście długoogonkowe (ogonek od 1 cm do 2,5 cm długości) i wąskolancetowate, w górze ogonki są coraz krótsze, a blaszka węższa, tak że górne liście są niemal siedzące i równowąskie. Największe, czyli dolne liście, osiągają do 25 cm długości i 3 (rzadko 4) cm szerokości. W obrębie kwiatostanu liście są drobne, ale dłuższe od kwiatów. Blaszka liściowa może być płaska lub kędzierzawa, całobrzega lub karbowana. Szczyt liścia zaostrzony. Boczne wiązki przewodzące odchodzą od wiązki centralnej pod kątem nieco mniejszym od prostego. Gatka krótkotrwała, błoniasta.
KwiatyObupłciowe, zebrane w gęsty, wiechowaty kwiatostan zajmujący górną połowę lub nawet większą część pędu. Zwykle jest gałęzisty i ulistniony także w górnej części, barwy żółtozielonej do żółtozłocistej. Kwiaty wyrastają w pęczkach gęsto zbliżonych do siebie w górnej części kwiatostanu i rozsuniętych tylko w jego dolnej części. W jednym okółku wyrasta ok. 15–30, czasem nawet więcej kwiatów.
Kwiaty wyrastają na nitkowatych szypułkach długości 3-8 mm, ze stawami u nasady i w 1/3 długości szypułki. Zewnętrzne listki okwiatu cienkie i krótkie, podczas owocowania odstające. Wewnętrzne listki o długości ok. 3 mm, wąskojajowate, na szczycie wyciągnięte w ostry kolec z dwoma parami ząbków po bokach, osiągającymi od 1 do 3,5 mm długości. Podczas owocowania na wewnętrznych listkach okwiatu powstają silnie wypukłe guzki.
OwoceDrobne niełupki osiągające do ok. 1,5 mm długości, zwężające się ku szczytowi i nasadzie.

## Biologia i ekologia
Roślina jednoroczna, rzadziej dwuletnia w klimacie cieplejszym. Kwitnie od lipca do września. 
Rośnie w miejscach mulistych; na brzegach wód stojących, mokradeł, rzek, także w miejscach zasolonych w pasie wybrzeży i na solniskach śródlądowych. Często na odsłaniającym się dnie zbiorników, po spadku poziomu wody. W przypadku wezbrań wód, rośliny tego gatunku wydłużają pęd w celu wyniesienia kwiatostanu nad powierzchnię wody. W obrębie rodzimego zasięgu gatunek wykazywany także jako rzadszy na siedliskach ruderalnych i w podmokłych miejscach na polach, ale już jako zawleczony w Ameryce Północnej notowany jest głównie jako gatunek ruderalny. W Europie Środkowej uznany za gatunek charakterystyczny zespołu Rumicetum maritimi z klasy Bidentetea tripartiti. Zespół roślinności ze szczawiem nadmorskim wykształca się na brzegach bardzo eutroficznych zbiorników i ze względu na postępujące zanieczyszczanie wód jest coraz bardziej powszechny. Także na Wyspach Brytyjskich gatunek po okresie, w którym tracił stanowiska w wyniku regulacji i osuszania mokradeł, od drugiej połowy XX wieku zyskuje nowe stanowiska, co wiązane jest ze wzrostem trofii wód. 
Liczba chromosomów 2n = 40.

## Mieszańce
Tworzy mieszańce ze szczawiem skupionym, kędzierzawym, tępolistnym i wąskolistnym.

## Zastosowanie
Liście po ugotowaniu są jadalne. Ma charakterystyczny dla roślin ze swego rodzaju, kwaskowaty smak. Ze względu na możliwość zawierania dużych ilości kwasu szczawiowego nie należy go spożywać w nadmiarze.